# Mila wrocławska
Mila wrocławska – używana we Wrocławiu, a od 1630 roku oficjalnie na całym Śląsku, jednostka długości równa 11 250 łokciom, czyli miała około 6700 metrów.
We Wrocławiu postanowiono, że milą będzie odległość od Bramy Piaskowej aż do Psiego Pola (Hundsfeld). Tocząc koło o promieniu 5 łokci przez Wyspę Piaskową, Ostrów Tumski i podmiejskie trakty, mijając po drodze osiem mostów, wyznaczono wzorzec wrocławskiej mili.